# روبير حاتم (كوبرا)
روبرت حاتم (الملقّب ب كوبرا، وهو اسم مسدسه الخاص)، هو الحارس الشخصي السابق ل إيلي حبيقة، قائد القوات اللبنانية آنذاك، الذي انتقل لاحقًا إلى فرنسا كلاجئ سياسي حيث نشر كتابه الفاضح من إسرائيل إلى دمشق، والذي أثار الكثير من الجدل داخل الوسط السياسي اللبناني مما ادى إلى منع نشره في لبنان. يركز الكتاب على دور حبيقة كقائد ميليشيا خلال الحرب الأهلية اللبنانية ، بما في ذلك الفساد ودوره في عملية صبرا وشاتيلا.

## سيرة شخصية
منذ صغره انخرط في تدريبات عسكرية في الجبهة اللبنانية وحزب الكتائب.
في عام 1972 انتقل إلى إسرائيل لتلقي التدريب وأصبح لاحقًا المساعد الشخصي لإيلي حبيقة لمدة 20 عامًا.
انتقل كوبرا إلى فرنسا كلاجئ سيايس، حيث كتب كتابه من إسرائيل إلى دمشق، ويعتقد البعض أن سبب كتب الكتاب هو لحماية نفسه من خطر الاغتيال لأنه كان يعرف كثير من المعلومات عن حبيقة، الذي اغتيل فيما بعد.
يُعتقد حاليًا أنه موجود في باريس.